# Project Regeneration Vol. 2
Project Regeneration Vol. 2 es el octavo álbum de estudio de la banda estadounidense de metal industrial Static-X. Cuenta con 14 pistas, con parte del material final escrito y grabado por el fallecido vocalista Wayne Static. Su lanzamiento estaba previsto para el 3 de noviembre de 2023, pero finalmente se anunció que se retrasaría hasta el 26 de enero de 2024, casi diez años después de la muerte de Static.
El álbum fue anunciado con el primer sencillo "Terrible Lie", una versión de la canción Nine Inch Nails de Pretty Hate Machine, el 8 de febrero de 2023. El segundo sencillo, "Stay Alive", fue lanzado el 7 de septiembre.

## Lista de canciones
| N.º | Título                                         | Duración |  |
| 1.  | «Stay Alive»                                   | 3:46     |  |
| 2.  | «Zombie»                                       | 3:11     |  |
| 3.  | «Jic-Boi»                                      | 2:58     |  |
| 4.  | «Black Star»                                   | 4:00     |  |
| 5.  | «Kamikaze»                                     | 2:59     |  |
| 6.  | «No Hope»                                      | 3:17     |  |
| 7.  | «Take Control»                                 | 3:55     |  |
| 8.  | «Tone»                                         | 3:15     |  |
| 9.  | «Run for Your Life»                            | 2:48     |  |
| 10. | «Dark Place»                                   | 3:19     |  |
| 11. | «Disco Otsego»                                 | 3:57     |  |
| 12. | «From Heaven» (cover de Echo and the Bunnymen) | 3:55     |  |

| Bonus tracks |                                           |          |  |
| N.º          | Título                                    | Duración |  |
| 13.          | «Terrible Lie» (cover de Nine Inch Nails) | 4:03     |  |
| 14.          | «Grover Yoda Data 14»                     | 2:38     |  |

## Personal

### Static-X
- Wayne Static – Voz principal
- Tony Campos – bajo, voz de fondo
- Koichi Fukuda – guitarra, teclados y programación
- Ken Jay – Batería

### Personal adicional
- Ulrich Wild – Producción, grabación y mezcla
- Xer0 - Producción